# Eustoqui de Capadòcia
Eustoqui (en llatí Eustochius, en grec antic Εὐστόχιος) fou un orador i sofista nascut a Capadòcia, de llengua grega, que vivia en temps de l'emperador Constant.
Va escriure una història de la vida de l'emperador i una obra sobre les antiguitats de Capadòcia i altres territoris. L'esmenten Suides i Esteve de Bizanci.